# Toxicodendron rostratum
Toxicodendron rostratum är en sumakväxtart som beskrevs av T.L. Ming & Z.F. Chen. Toxicodendron rostratum ingår i släktet Toxicodendron och familjen sumakväxter. Inga underarter finns listade i Catalogue of Life.